# Hofje de Poth

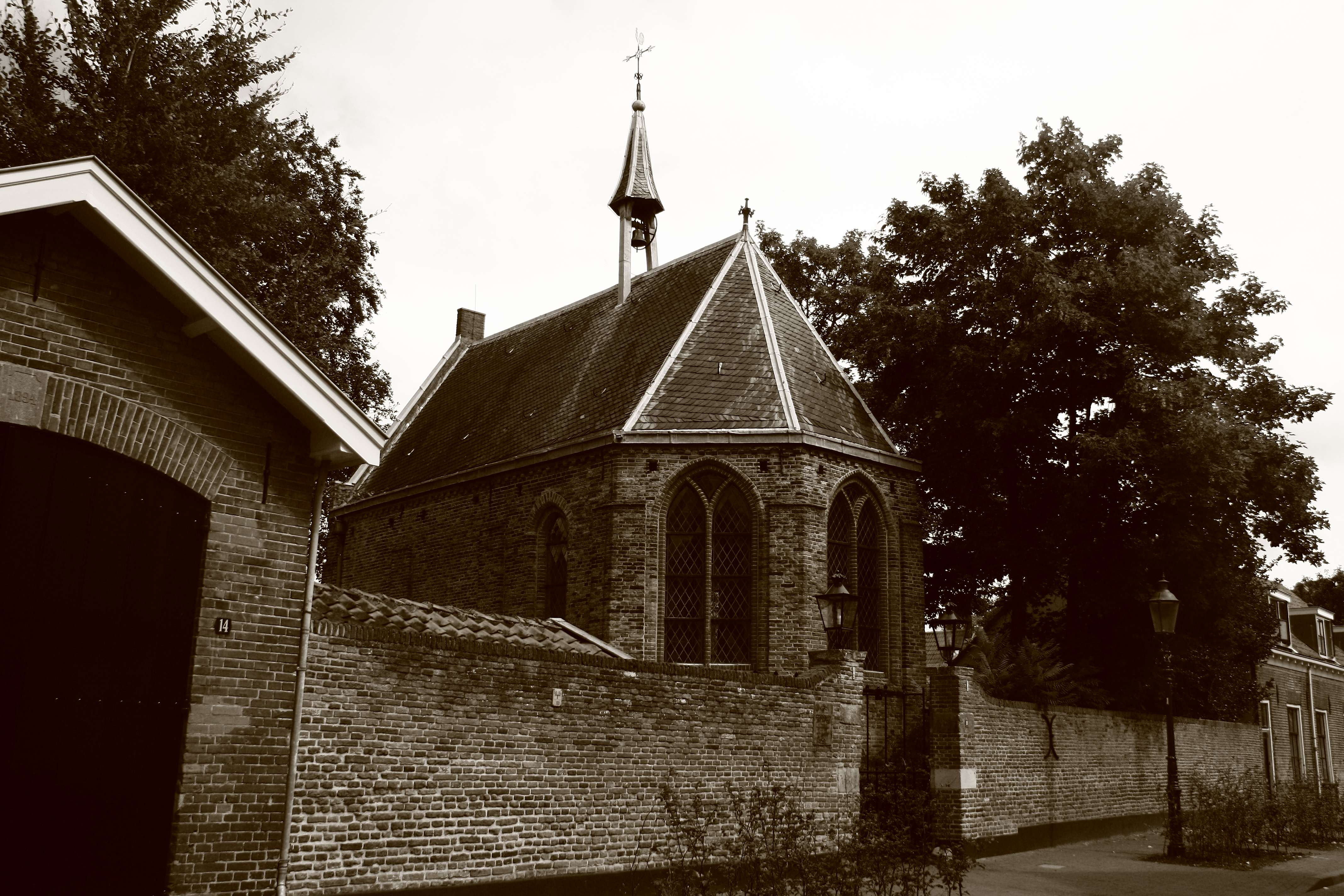
De ingang van het Hofje de Poth met de Rochuskapel.

Hofje de Poth is een hofje aan de Coninckstraat in de Utrechtse stad Amersfoort.

## Geschiedenis
In de tweede helft van de 14e eeuw was er een aantal leken in Amersfoort dat zichzelf 'Broederschap van de Heilige Geest' noemde. Deze broederschap handelde volgens de Zeven Werken van Barmhartigheid, gaf zorg aan zieken (waaronder pestlijders) en gaf 'arme thuyssittende' wekelijks eigen gebakken brood, boter en andere producten van eigen landerijen rondom Amersfoort. Deze 'proven' voor de 'proveniers' werden in de volksmond 'de Poth' genoemd, waardoor de broederschap bekend werd als 'de Pothbroeders'. Op meerdere plaatsen is dit symbool in  Amersfoort te herkennen, onder andere in het gewelf van de Sint-Joris, gevelstenen, boven de poort aan de Coninckstraat en op een schilderij van Paulus Bor boven de haard in de huidige regentenkamer. Deze naam wordt in een oorkonde van Amersfoort uit 1447 voor het eerst genoemd. Rond 1525 verhuisde de  broederschap vanaf de Heilige Geestkapel, in de Langestraat, waar nu de Lutherse Kerk staat, naar het terrein waar De Poth zich nu altijd nog bevindt. Dit lag buiten de oudere stadsmuur in een gebied dat al veel langer bekendstond als de Pothof.
In de 16e eeuw kwamen de Celzusters, die in Amsterdam in financiële problemen waren gekomen, op het terrein van De Poth wonen. Zij verbleven enkele tientallen jaren in de Celzusterenkamer, het oudste deel van het Provenhuis of Hoofdgebouw en verpleegden voornamelijk mensen die leden aan de pest in het Pesthuis en de pesthuisjes op het terrein. Leegstaande pesthuisjes werden gratis beschikbaar gesteld voor oudere mensen die geen dak boven hun hoofd hadden. Dat was  het begin van het bouwen van kleine woningen op het terrein in de periode eind 19e begin 20e eeuw. Daarmee kreeg het complex van Hoofdgebouw, Sint-Rochuskapel (1500) en uiteindelijk 48 woningen het karakter van een hofje. De naam van het broederschap veranderde in het begin van de 17e eeuw in 'College van Regenten', waarvan vele bekende Amersfoorters deel uitmaakten, zoals de genoemde kunstschilder Paulus Bor, Jorden van der Maath en De Beer Poortugael. De Poth wordt nog altijd door regenten beheerd en bestuurd. Tot 1975 werd er in het hofje ook nog wekelijks brood uitgedeeld.
Het hofje is met zijn lange geschiedenis een van de oudste en - met 48 huisjes voor minderbedeelde oudere Amersfoorters - een van de grootste hofjes van Nederland.

## Het huidige hofje

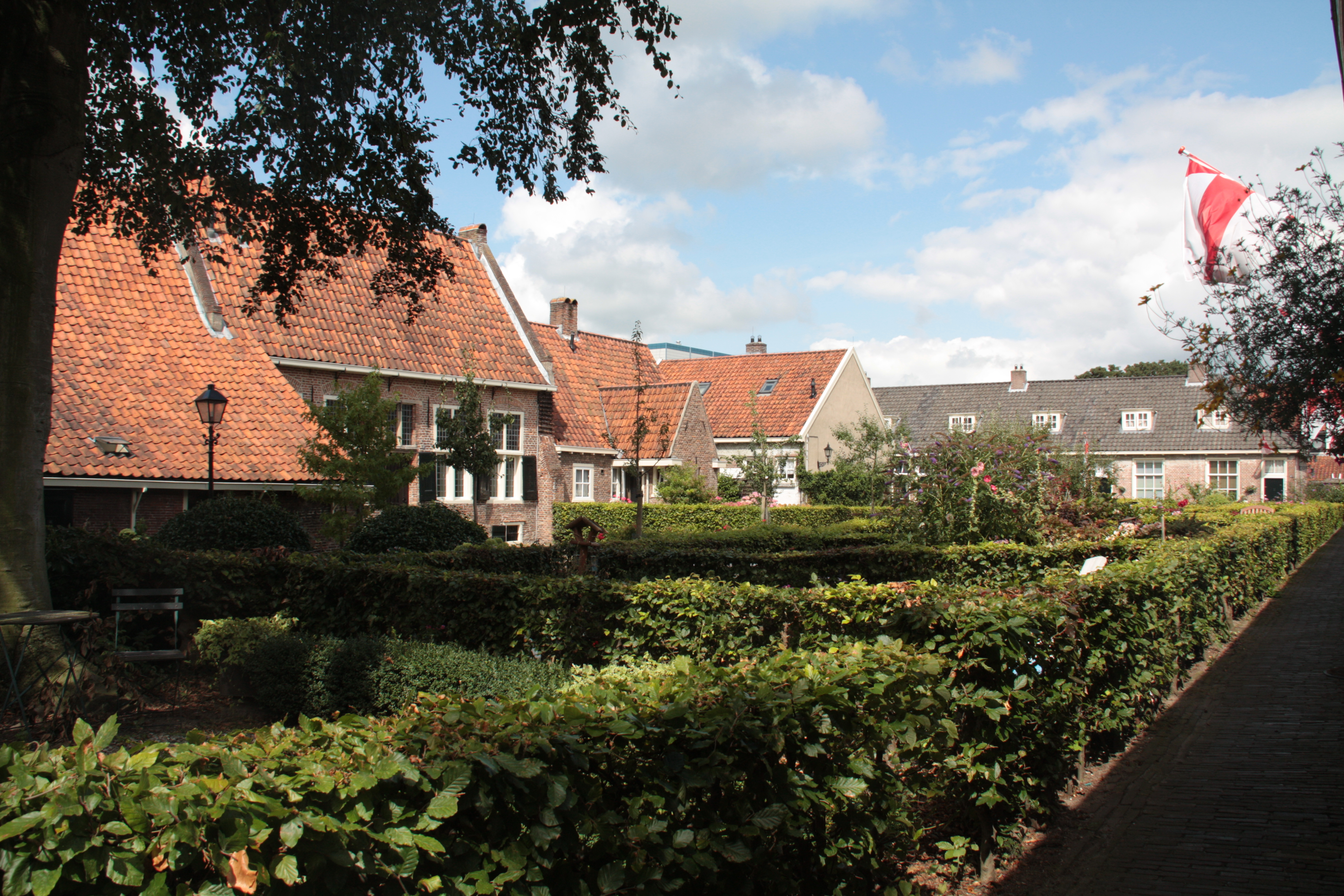
Het Hofje de Poth.

Een groot deel van het hoofdgebouw komt nog uit de tijd dat de broeders er kwamen wonen. Ook de Sint Rochuskapel komt uit de 16e eeuw. Aan de voorkant van het hoofdgebouw staat het huis van de binnenvader, dat oorspronkelijk uit de 18e eeuw komt. De 49 kleine woningen die bij De Poth horen zijn aan het eind van de 19e eeuw gebouwd, toen het huidige hofje ontstond. 
De woningen worden nog steeds gebruikt voor oudere mensen die weinig geld en inkomen hebben. De stichting Armen De Poth stelt zichzelf hiernaast het doel om de hof te 
behouden en onderhouden.